# Быстрый (Белгородская область)
Бы́стрый — хутор в Белгородском районе Белгородской области. Входит в состав Бессоновского сельского поселения.

## География
Хутор находится на расстоянии 10 км к северо-западу от посёлка Майский.

### Часовой пояс
Хутор Быстрый, как и вся Белгородская область, находится в часовой зоне МСК (московское время). Смещение применяемого времени относительно UTC составляет +3:00.

## Население
| 2002 | 2010 |
| ---- | ---- |
| 10   | ↗16  |